# مارك هاريس (كاتب)
مارك هاريس (بالإنجليزية: Mark Harris)‏‏ (19 نوفمبر 1922 في مونت فيرنون، نيويورك - 30 مايو 2007 في سانتا باربارا، كاليفورنيا) كاتب، وروائي، وكاتب سيناريو، وأستاذ جامعي، وكاتب سير من الولايات المتحدة.

## الجوائز
- زمالة غوغنهايم

## روابط خارجية
- مارك هاريس على موقع IMDb (الإنجليزية)
- مارك هاريس على موقع قاعدة بيانات برودواي على الإنترنت (الإنجليزية)
- مارك هاريس على موقع إن إن دي بي (الإنجليزية)